# موسى كومستوك
موسى كومستوك هو سياسي أمريكي، ولد في 1714 في نوروولك في الولايات المتحدة، وتوفي في 18 يناير 1789 في نيو كانان في الولايات المتحدة. انتخب عضو مجلس نواب كونيتيكت ‏.